# Packgut
Der Ausdruck Packgut bezeichnet im Verpackungswesen eine zu verpackende Ware, die sich manchmal schon in einer Primärverpackung befindet.

## Begriffe
Beim Abfüllen wird eine Füllmenge Packgut in ein Packmittel eingebracht. Packgut und Verpackung bilden nach der Terminologie der DIN 55405 zusammen die „Packung“.
Beim Packgut wird Massengut und Stückgut unterschieden. Eine Kombination ist das Massenstückgut: Flüssiggut und Schüttgut sind Spezialfälle des Fließguts, das durch Abfüllen in Behälter wie Säcke und Flaschen zum Stückgut wird. Durch Verpackung erzeugte Stückgüter sind auch etwa der Ballen und das Gebinde. Ein Gebinde von Verkaufseinheiten wird zum Beispiel in einer Verpackungseinheit zusammengefasst.

## Eigenschaften
Die Eigenschaften des Packguts einerseits (Empfindlichkeit, Wert, Informationsbedürfnis der Verbraucher, Portionierung) und die Transportkette sowie die Lagerhaltung andererseits bestimmen die Art der Verpackung. Mittragendes Packgut benötigt zum Beispiel weniger stabile Packstoffe als Fließgut.
Vom Packgut hängt die benötigte Schutzfunktion der Verpackung für die Ware und/oder die Umgebung ab. Stoß-, Schwingungs-, Wärmeempfindlichkeit des Packguts erfordern zum Beispiel Packhilfsmittel wie Holzwolle, Luftkissen oder Wärmedämmung. Hohe Luftfeuchtigkeit oder Flüchtigkeit der Ware bedingen unter Umständen eine gasdichte Verpackung, auch etwa zum Schutz der Umwelt vor Schadstoffen. 
Ein Spezialfall des Packguts ist das Gefahrgut, für das drei Verpackungsgruppen definiert sind.